# اسلحه (فیلم ۲۰۲۳)
اسلحه (به انگلیسی: The Weapon) یک فیلم اکشن و دلهره‌آور آمریکایی محصول سال ۲۰۲۳ به کارگردانی تونی شینا با بازی شینا، آنالین مک‌کرد، شان پاتریک فلانری، جک کسی، کوبا گودینگ جونیور و بروس درن است.  
این فیلم در ۱۷ فوریه ۲۰۲۳ در سینماهای منتخب، بر اساس تقاضا و پلتفرم‌های دیجیتال اکران شد. همچنین در ۲۸ مارس ۱۰۲۳ به صورت ویدئویی منتشر خواهد شد.

## داستان
دالاس یک ماشین کشتار یک نفره در یک داد و بیداد مرموز است. حملات او به باندهای دوچرخه‌سواری و آزمایشگاه‌های مواد مخدر باعث عصبانیت رئیس اوباش وگاس می‌شود که دوست دختر دالاس را گروگان گرفته است. اما دالاس برای چه کسی کار می‌کند؟ حتی شکنجه هم باعث نمی‌شود حرف بزند… و تا زمانی که عدالت اجرا نشود دست از کار بر نمی‌دارد.